# Merethe Trøan
Merethe Trøan (née le 19 mai 1970 à Trondheim, en Norvège) est une chanteuse norvégienne, surtout connue pour sa participation en 1992 au Concours Eurovision de la chanson.

## Biographie
En 1985, elle participe pour la première fois au Melodi Grand Prix avec son groupe Pastel et la chanson Ring Ring Ring. Le groupe termine 3e. En 1992, Merethe Trøan retourne au MGP en tant qu'artiste solo et est choisie pour représenter la Norvège au Concours Eurovision de la chanson 1992 tenu à Malmö (Suède). Elle termine 18e sur 23.  
Merethe Trøan s'est ensuite tourné vers le doublage.